# Fluorovodik
Fluorovodik je anorganski kemijski spoj u kojem fluor ima oksidacijsko stanje -1. 

## Dobivanje
Dobiva se reakcijom između kalcijevog fluorida i sulfatne kiseline:
CaF2 (s) + H+ + HSO4- → CaSO4 (s) + 2 HF (g)
Bezvodni HF se dobiva po reakciji:
NaHF2 (s) → NaF (s) + HF (g)
Metodu je otkrio francuski kemičar Henri Moissan.

## Osobine
Zbog vodikove veze, fluorovodik je tekućina, čije je vrelište +20 °C. Miješa se s vodom i komercijalno dolazi kao 40%-tna otopina. Vodena otopina fluorovodika se naziva fluorovodična kiselina. Ako otopina dospije na kožu, uzrokuje gnojne rane.
Bezvodni HF nije kemijski reaktivan, ali u prisustvu tragova vode reagira s kovinama i njihovim oksidima. Fluorovodik reagira sa silicijevim dioksidom, pri čemu se oslobađa plinoviti SiF4. Kako je silicijev dioksid glavna komponenta stakla, HF se ne smije držati u staklenom posuđu.
SiO2 (s) + 4 HF → SiF4 (g) + 2 H2O